# Janick Steinmann
Janick Steinmann (Baar, 10 febbraio 1987) è un ex hockeista su ghiaccio e dirigente sportivo svizzero.

## Palmarès

### Club
- Campionato svizzero: 1

Davos: 2010-2011
- Coppa Spengler: 1

Davos: 2011